# Jitrocel chudokvětý
Jitrocel chudokvětý (Plantago uliginosa) je vlhkomilný druh rodu jitrocel který je v České republice poměrně hojný a často je zaměňován za podobný druh jitrocel větší do jehož komplexu druhů (Plantago major agg.) patří.

## Rozšíření
Druh roste, mimo nejsevernějšího území, téměř po celé Evropě a jeho areál původního výskytu sahá i západní Sibiře, Střední Asie, Íránu i do severozápadní Afriky. Druhotně byl lidmi rozšířen téměř do celého světa. V Česku roste jitrocel chudokvětý na celém území, převážně v nižších a středních polohách a nejvíce v rybničních oblastech na jihu Čech a Moravy.

## Ekologie
Druh je vlhkomilný, roste na bahnitých i písčitých březích stojatých vod i obnažených rybničních dnech, prameništích, okrajích cest, na podmáčených loukách a pastvinách, zamokřených polích i ve vlhkých zahradách. Potřebuje vlhké, výživné, na vápník chudé půdy které mohou být písečné, hlinité i jílovité. Nevadí mu ani mírné zasolení. Vyskytuje se od planárního stupně do nadmořské výšky okolo 500 m. Je to poměrně málo konkurenčně zdatný druh a obvykle roste na místech s prořídlou vegetací.

## Popis
Vytrvalá rostlina zpravidla s jednou přízemní listovou růžici o průměru 10 až 30 cm která vyrůstá z krátkého oddenku s početnými tlustými kořeny. Na úživných půdách je růžice tvořena i třiceti listy které mají podlouhlé až široce vejčité čepele schopné dorůst do velikosti 25 × 20 cm. Měkké bylinné listy s dlouhými řapíky jsou poléhavé, vystoupavé nebo vzpřímené. Na bázi jsou klínovité a pozvolna se zužují do řapíku, na konci jsou tupě špičaté a po obvodě celokrajné nebo různě hluboko nepravidelně zubaté. Světlezelené až žlutozelené listy jsou na líci řídce a na rubu zpravidla jemně chlupaté a mají tři až devět výrazných podélných žilek.
V růžici vyrůstá jeden až dvacet poléhavých, vystoupavých nebo řidčeji vzpřímených stvolů dlouhých 5 až 25 cm, někdy jsou tyto krátce chlupaté. Na vrcholu stvolu se vytváří téměř stejně dlouhé válcovité klasovité květenství s hustě nahloučenými drobnými květy. Čtyřčetné, bělavé, zelenožluté až hnědavé květy vyrůstají z paždí drobných listenů. Jejich kalich je hluboce členěný. Z korunní trubky rostou čtyři světle žluté tyčinky. Květy rozkvétají od června do září, opylovány jsou hlavně větrem. Ploidie druhu je 2n = 12.
Plodem je vejčitá až kuželovitá tobolka pukající v dolní třetině, oddělovací štěrbina je zakrytá trvalým kalichem. V tobolce bývá obvykle 12 až 25 mnohohranných tmavohnědých až černých, asi 1 mm velkých semen s jamkami na povrchu.

## Taxonomie
V západoevropských zemích bývá jitrocel chudokvětý hodnocen pouze jako poddruh jitrocele většího a je často uváděn pod jménem Plantago major subsp. intermedia.